# ナジュムッディーン・カーティビー
ナジュムッディーン・アリー・ブン・ウマル・カーティビー・カズウィーニー（アラビア語: نجم الدين علي بن عمر الدبیران الكاتبي القزويني, ラテン文字転写: Najm al-Dīn ʿAlī ibn ʿUmar al-Dabīrān al-Kātibī al-Qazwīnī、？- 1276 / 1277年）或いはナジュムッディーン・ダビーラーンは、ペルシア人のシャーフィイー派哲学者、論理学者である。「論理学者 (Manṭiqī)」とも称された哲学の専門家で、論理学と哲学において後世に広く教本として利用される重要な著作を残した。

## 経歴
カーティビーは、「カズウィーニー」というニスバが示すように、ペルシアのカズヴィーンで13世紀初頭に生まれた。
カーティビーは、有名な論理学の手引書『入門 (Īsāghūjī)』を著した、哲学者・論理学者のアスィールッディーン・アブハリーに師事した。当時、イスラーム世界の論理学における必携書は、イブン・スィーナーの『指示と勧告 (al-Išārāt wa-t-tanbīhāt)』であり、カーティビーもアブハリーの下でそれを研究し、イブン・スィーナーの学説（アヴィセンナ論理学）に肯定・否定両方の観点から通じていたという。
カーティビーは、同じくアブハリーに学んだナスィールッディーン・トゥースィーが、天文台建設にあたって招いた4人の学者の一人で、マラーガ天文台の設立と、その後の天文台における科学研究に貢献した。
長年マラーガ天文台で働いたが、晩年は天文台を離れてニシャプールの近くにあるジュワインに移り、弟子のクトゥブッディーン・シーラーズィーと共にマドラサでの指導をしていた。ヒジュラ紀元675年（西暦1276年又は1277年）に、その地で亡くなったとみられる。

## 業績

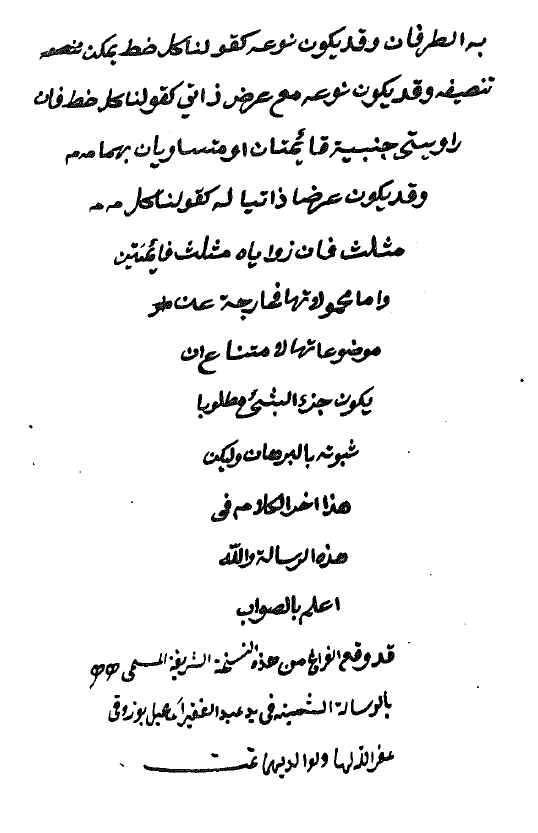
『シャムスッディーンのための論考』の写本の1ページ

カーティビーの業績の中で最も大きなものは、2つの著作で、一つは論理学教本の『シャムスッディーンのための論考 (al-Risāla al-Shamsiyya)』、もう一つは哲学書の『泉の叡知 (Ḥikmat al-ʿayn)』である。
『シャムスッディーンのための論考』は、イスラーム世界のマドラサにおいて論理学教本として広く利用され、それは現代に至るまで続いており、人類史上最も広く読まれた論理学書の一冊ともいわれる。それまで、論理学の教本といえば、イブン・スィーナーの『指示と勧告』であったが、『シャムスッディーンのための論考』が読まれるようになると、次第にとって代わられ、15世紀以降『指示と勧告』の写本からは論理学の部分が欠けるようになっていったとされる。『シャムスッディーンのための論考』は、イルハン朝の宰相シャムスッディーン・ジュワイニーに献呈したもので、シャムスッディーンが位を得た1262年以降に成立したものと考えられる。『シャムスッディーンのための論考』は、英訳にして1万2千語強程度の簡潔な書だが、その短さの反して幅広い内容を扱っており、入門書にもかかわらず教えを受けずに読み解くことは困難であったようである。『シャムスッディーンのための論考』は、イスラーム世界の学者達が学問に取り組むに当たって受けるべきとされていた、論理学的な訓練の水準の高さを示す格好の例でもある。
カーティビーは、『シャムスッディーンのための論考』以外にも論理学の著作を多く残している。主なものには、ホラズム・シャー朝の神学者ファフルッディーン・ラーズィーや、アイユーブ朝の法学者アフダルッディーン・フーナジーの著作に対する注釈書があり、それらの書を学び、弟子に教授することを通じて、ポスト・アヴィセンナ論理学の視点を持つに至ったとみられる。
一方『泉の叡知』は、イブン・スィーナーの哲学大全『治癒の書』を底本として逍遙学派の哲学をまとめた哲学書で、形而上学や自然哲学の教本として、やはり広く利用された。